# Curt Thesing

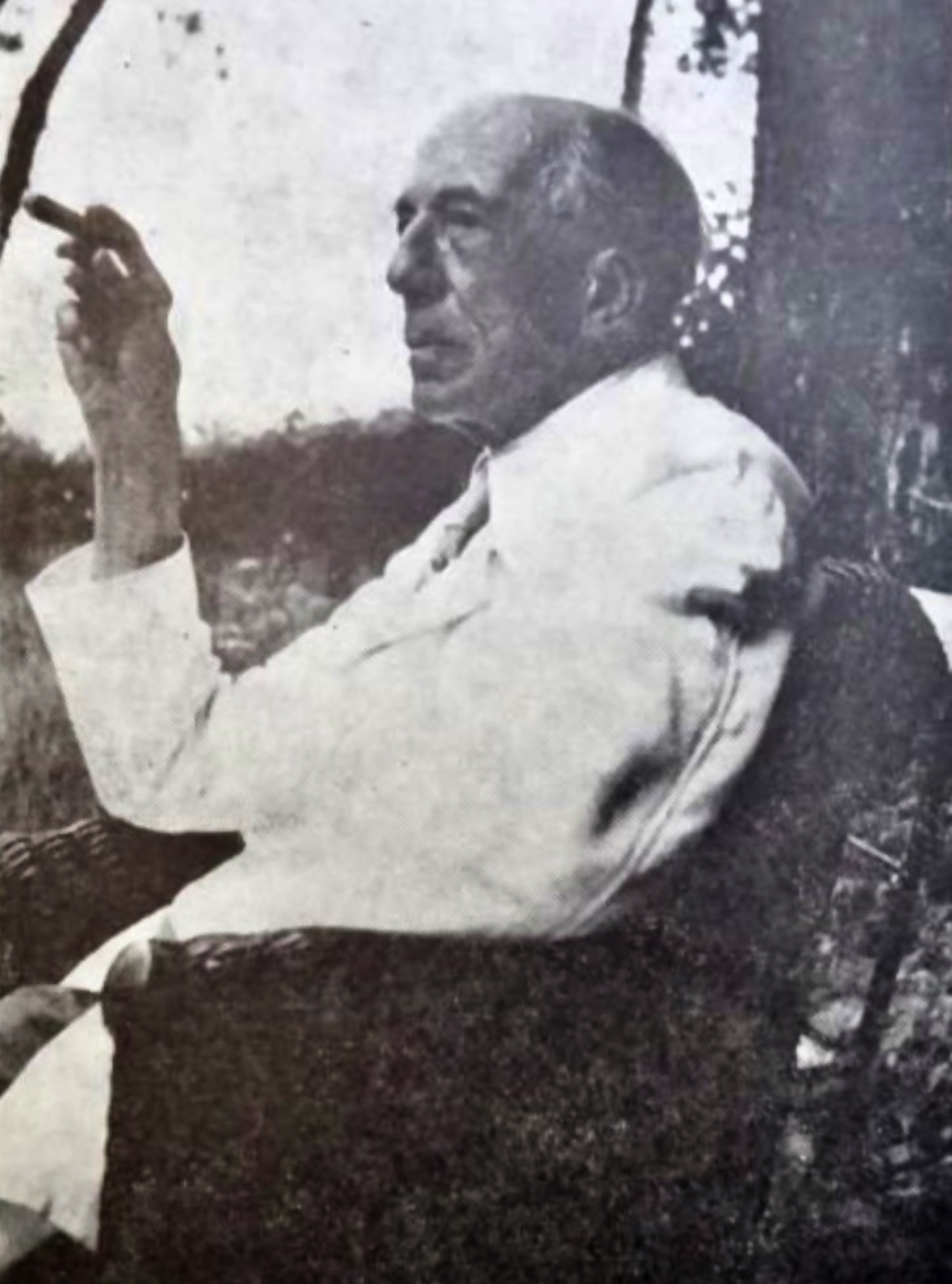
Curt Thesing

Curt Thesing (* 21. April 1879 in Danzig; † 25. Mai 1956 in Bad Tölz) war ein deutscher Biologe, Journalist, Publizist, Autor und Übersetzer populärwissenschaftlicher Literatur.

## Leben
Curt Thesing war der jüngste von drei Söhnen des späteren preußischen Oberbürgermeisters von Tilsit Robert Thesing. Er studierte in Marburg und München Naturwissenschaften, Medizin und Philosophie und schloss das Studium 1902 als Dr. phil. ab, danach war er zeitweise Assistent am Zoologischen Institut der Berliner Universität. Thesing heiratete am 30. April 1909 die Ärztin Rose Lanyi (1881–1959), aus dieser Ehe stammte die Tochter Elisabeth. Rose heiratete nach der Scheidung von Thesing 1923 den sozialdemokratischen Politiker Rudolf Hilferding. Thesing war danach mit der Übersetzerin Marguerite Thesing-Austin (1891–1931) verheiratet, die selbst übersetzte und sich an vielen Übersetzungen Thesings beteiligte. Thesing wohnte seit 1922 in Bichl in Oberbayern. In dritter Ehe heiratete Thesing 1931 Bluma Margot Wolffsohn, eine Tochter des Fabrikbesitzers Heinrich Wolffsohn und geschiedene Ehefrau von Hermann Brasch (1894–1934) bzw. des Schriftstellers Rudolf Kurtz. Für sie war es die dritte Heirat; aus ihrer ersten Ehe stammte Horst Brasch, Thesings nunmehriger Stiefsohn, der die Volks- und die Realschule in Bichl sowie das Benediktinergymnasium Ettal besuchte. Weil Brasch jüdischer Herkunft war, musste er 1939 mit einem Kindertransport nach Großbritannien flüchten. Er kehrte 1946 zurück und war in der SBZ und DDR Politiker und Minister.
Thesing war Redakteur bei der populärwissenschaftlichen Zeitschrift Kosmos und war 1907 schon so bekannt, dass er bei einem öffentlichen Disput mit dem Jesuiten Erich Wasmann im großen Saal des Zoologischen Gartens in Berlin vor zweitausend Zuhörern als einer der Kritiker Wasmanns auftreten konnte. Thesing nahm 1913 auch öffentlich in der Kontroverse um das denkende Pferd Kluger Hans Stellung.
1911 warb Raoul Heinrich Francé Thesing bei der Gesellschaft der Naturfreunde ab und setzte ihn für die „Deutsche Naturwissenschaftliche Gesellschaft“ als Herausgeber des „naturkundlichen Magazins“ Natur ein. Thesing betreute beim Teubner-Verlag den mathematischen, naturwissenschaftlichen und medizinischen Teil des Sammelwerks Kultur der Gegenwart. Er gehörte 1913 zu den Gründern der Zeitschrift Die Naturwissenschaften und 1914 des „Biologen-Kalenders“. Er war Aufsichtsratsmitglied der Verlagsgesellschaft Urania.
1912 trat er als Partner von Otto von Halem in die Verlagsleitung bei Veit & Comp. ein, der 1919 Teil der Vereinigung wissenschaftlicher Verleger Walter de Gruyter & Co. wurde. Aus gesundheitlichen Gründen verließ Thesing de Gruyter 1920.
1919 gab Thesing im Musarion-Verlag die Schrift Klassenkampf gegen Völkerkampf! Marxistische Betrachtungen zum Weltkriege von Max Adler heraus. Er gründete in Berlin den pazifistisch orientierten Verlag für Kulturpolitik, den er nach München verlegte und bis 1923 leitete.
Er war Mitglied der Deutschen Friedensgesellschaft und der Deutschen Liga für Menschenrechte. In der Zeit der Weimarer Republik setzte er seine erfolgreiche Herausgebertätigkeit fort und sorgte für Bestseller.
Thesing wurde nach der Machtübergabe an die Nationalsozialisten 1933 kurzzeitig verhaftet und anschließend observiert. Sein Buch Die Schule der Biologie wurde 1934 verboten, Thesing wurde aus der Reichsschrifttumskammer ausgeschlossen. Die Rassentheorie Thesings unterschied sich von der Alfred Rosenbergs darin, dass er Rassenmischungen unter Umständen als förderlich für die Menschheitsentwicklung ansah – daher das Verbot. Ansonsten empfahl Thesing, wie die Nationalsozialisten, „Rassehygiene und Eugenik“ und behauptete, Schwachsinn sei in der Gesellschaft weit verbreitet.
Nach Ende des Zweiten Weltkriegs wurde er in seinem Wohnort Bichl 1946 kurzzeitig Bürgermeister. Er beteiligte sich mit Erich Kästner von München aus an der Neuaufstellung des PEN-Zentrums Deutschland.
Curt Thesing verstarb im Mai 25. Mai 1956 im Alter von 77 Jahren in Bad Tölz.

## Henry Fords Antisemitismus
1922 kam im Hammer-Verlag des antisemitischen Verlegers Theodor Fritsch unter dem Titel Der internationale Jude in deutscher Übersetzung eine Sammlung von Artikeln heraus, die zuerst 1920 in der vom Automobilproduzenten Henry Ford herausgegebenen Wochenzeitung Dearborn Independent veröffentlicht worden waren. Ford selbst wurde als Autor genannt, auch wenn er „nur“ der Herausgeber der Zeitung und ihr Verleger war.
Marguerite und Curt Thesing übersetzten in dieser Zeit die Memoiren Fords, die im November 1923 unter dem Titel Henry Ford. Mein Leben und Werk erschienen und rasch eine Auflage von „mehreren Hunderttausend Exemplaren“ erreichten und 1926 in einer verkürzten Volksausgabe gedruckt wurden.
Thesing reagierte im Vorwort auf den „Vorwurf seines angeblichen Antisemitismus“: Es „wäre irrig, Ford als Antisemiten im landläufigen Sinne zu bezeichnen“, er wende sich nicht gegen Einzelne oder gegen die Rasse, sondern „nur gegen gewisse soziale und politische Erscheinungen“, gegen die Kontrolle durch „irgendeine politische Clique“. Thesing spielte damit den offensichtlichen Antisemitismus bei Ford herunter.

## Schriften
Eigene Werke (Auswahl)

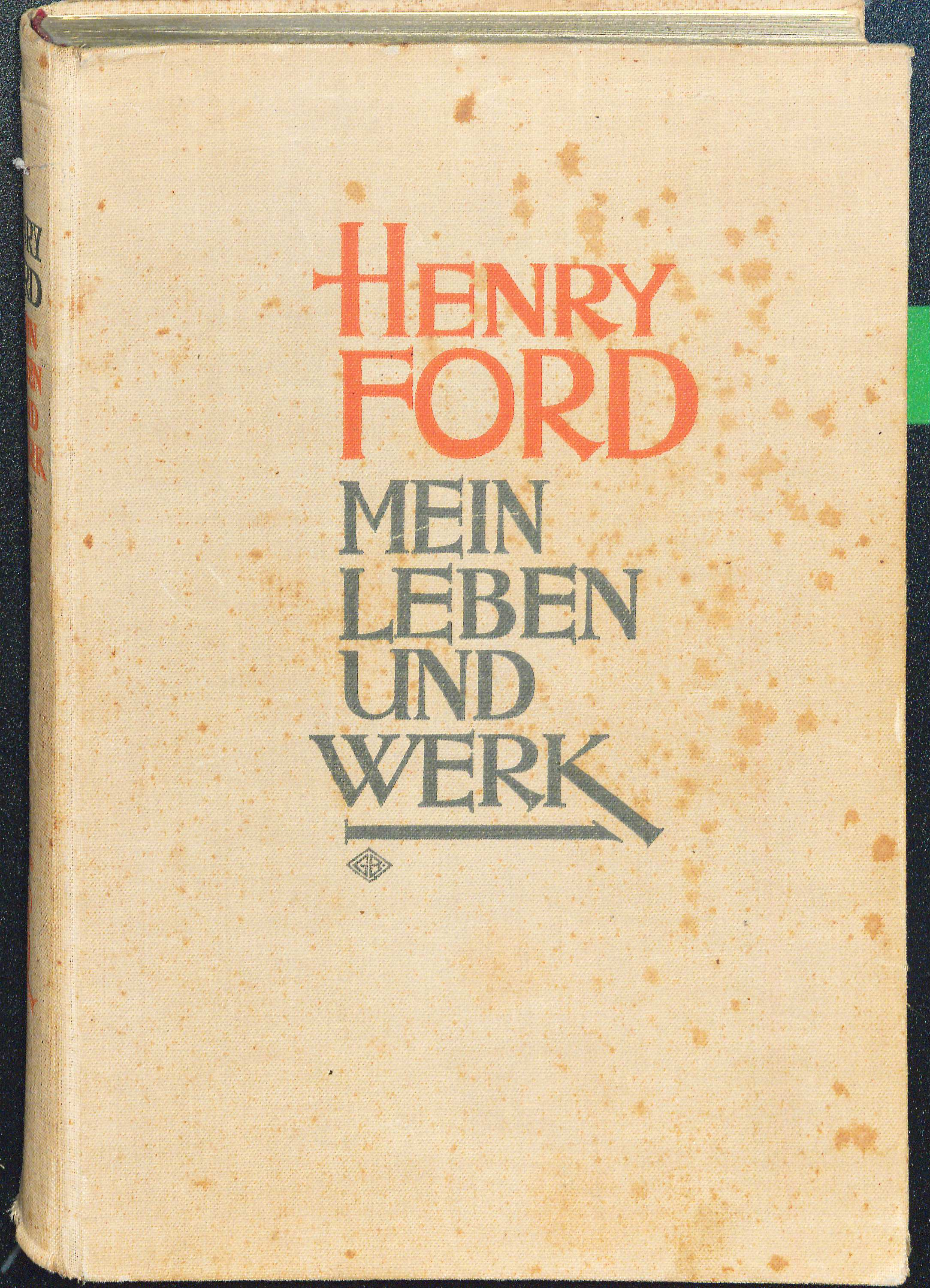
Übersetzung aus dem Englischen Curt Thesing zusammen mit Marguerite Thesing

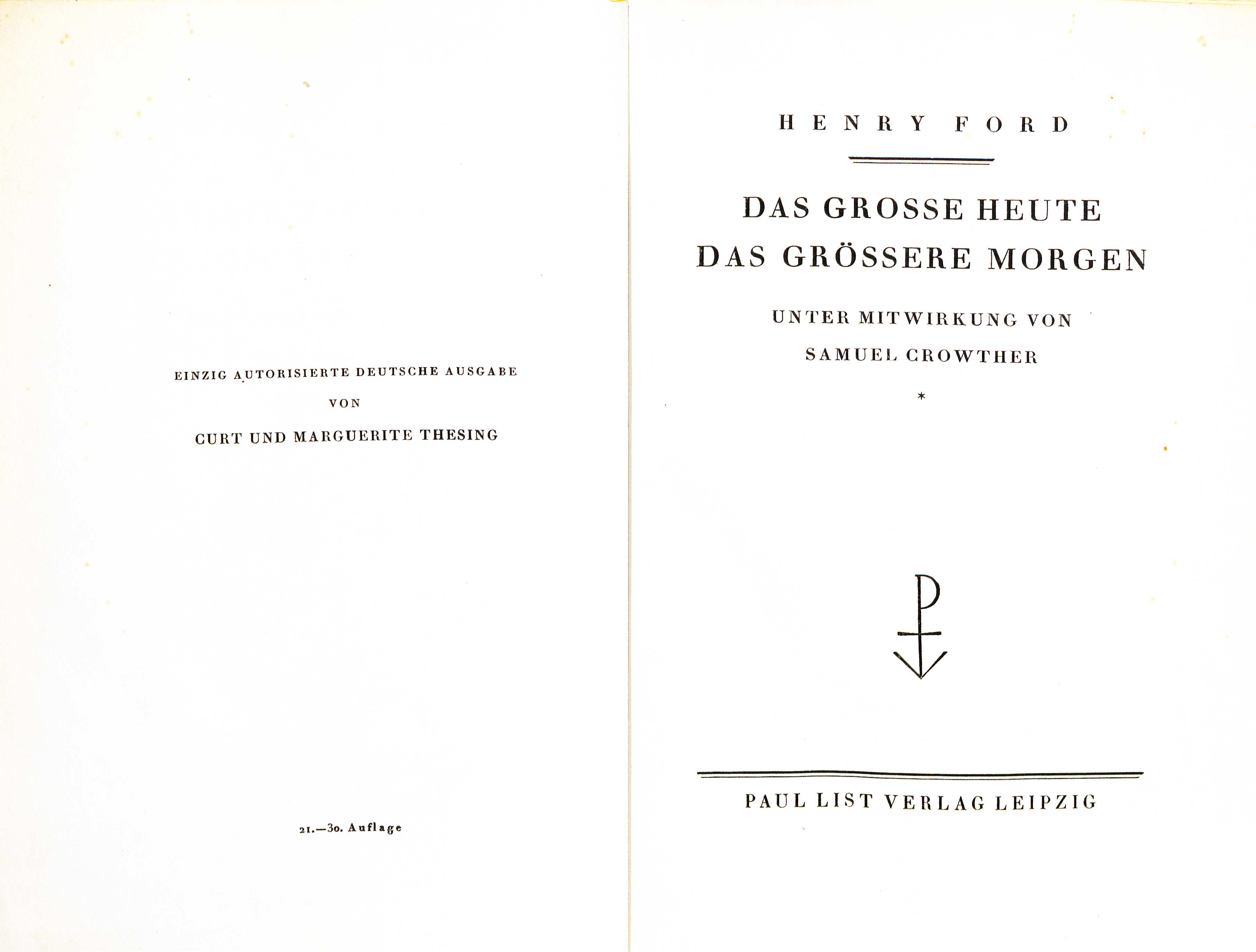
Übersetzung aus dem Englischen Curt Thesing zusammen mit Marguerite Thesing

- Biologische Streifzüge: eine gemeinverständliche Einführung in die allgemeine Biologie. I. F. Schreiber, Esslingen 1908.
- Regeneration, Transplantation und verwandte Gebiete. Band 2 von Experimentelle Biologie. Leipzig 1911.
- Stammesgeschichte der Liebe, Brehm, Berlin 1932.
- Schule der Biologie. München 1934.
- Wunder der Fortpflanzung: eine Einführung in das Wesen des Lebens für jedermann. Berlin 1936.
- Die Grundlagen der Lebensfunktione: Leben und Lebenserscheinungen. Berlin 1936.
- Sonderlinge des Lebens: Entdeckungsfahrt in eine rätselvolle Wunderwelt. Berlin 1936.

Übersetzungen (Auswahl)
- Henry Ford zusammen mit Samuel Crowther: Mein Leben und Werk. Übersetzung aus dem Englischen zusammen mit Marguerite Thesing. Leipzig: Paul List Verlag 1923.
- Caruso. Einzig autorisierte Biographie, bearb. von Pierre v. R. Key. München 1924.
- Henry Ford zusammen mit Samuel Crowther: Das große Heute. Das größere Morgen. Übersetzung aus dem Englischen zusammen mit Marguerite Thesing. List, Leipzig 1926.
- Warwick Deeping: Hauptmann Sorrell und sein Sohn: Roman. Schünemann, Bremen 1927.
- William T. Foster, Waddill Catchings: Der Weg zum Ueberfluss: Grundlinien für den Wohlstand aller. Paul List Verlag, Leipzig 1929.
- H. R. Knickerbocker: Der rote Handel droht! Der Fortschritt des Fünfjahresplans der Sowjets. Rowohlt, Berlin 1931.
- Paul Henry de Kruif: Bezwinger des Hungers. Holle & Co. Verlag, Berlin 1934.
- Warwick Deeping: Frau Buck und ihre Töchter. Roman. Schünemann, Bremen 1937.
- Warwick Deeping: Außenseiter der Gesellschaft. Roman. Scherz, Berlin 1950.